# Villa Fermariello
La Villa Fermariello è un edificio di valore storico e architettonico di Napoli, situato in via Annibale Caccavello nel quartiere del Vomero.

## Storia e descrizione
Questa villa venne commissionata dalla famiglia Fermariello a un non identificato architetto e completata nel 1894, data riportata sul fermaportone. Si tratta di un edificio in stile eclettico a pianta quadrata alla quale si accede da una cancellata di ferro e che presenta un piano terra, un piano nobile e, sopra quest'ultimo, un'altana a pianta quadrata, con finestroni a colonne su ciascun lato e terrazza soprastante. All'interno del piano nobile si conserva una pregevole sala di rappresentanza affrescata su volta e pareti. Altra peculiarità della villa è l'essere circondata da un giardino d'epoca (ottimamente conservato) con piante ad alto fusto.